# Hallr Snorrason
Hallr Snorrason est un scalde islandais du XIIe siècle. D'après le Skáldatal, il fut l'un des poètes de cour du roi de Norvège Magnús Erlingsson. De son œuvre, seules deux lausavísur et une demi-strophe, conservées respectivement dans le Skáldskaparmál et la Sverris saga, ont survécu. Elles pourraient avoir été composées en l'honneur de Magnús. 

## Source
- Simek, Rudolf ; Hermann Pálsson. Lexikon der altnordischen Literatur : die mittelalterliche Literatur Norwegens und Islands. 2., wesentlich vermehrte und überarbeitete Aufl. von Rudolf Simek. Stuttgart : Kröner, 2007. (Kröners Taschenausgabe ; 490).  (ISBN 978-3-520-49002-5).